# François Fogolla
François Fogolla, né le 4 octobre 1839 à Mulazzo en Italie et mort assassiné le 9 juillet 1900 à Taiyuan en Chine, est un missionnaire italien, évêque coadjuteur de Taiyuan. Tué pendant la révolte des Boxers, il est reconnu martyr de la foi par l'Église catholique qui le vénère comme saint.

## Biographie
Après plusieurs années d'études, il reçut l'ordination sacerdotale le 19 septembre 1863 à Parme.
Parti en mission pour l'Extrême-Orient en 1866, il est nommé missionnaire pour la province du Shanxi, en Chine, où il exerça son ministère pendant sept ans, auprès d'une communauté chrétienne ne comptant pas plus de 1 500 fidèles. En 1877, il reçut sa nomination de vicaire général du diocèse de Shanxi, puis en 1897, devint évêque coadjuteur de Taiyuan et évêque titulaire de Bagis (de). 

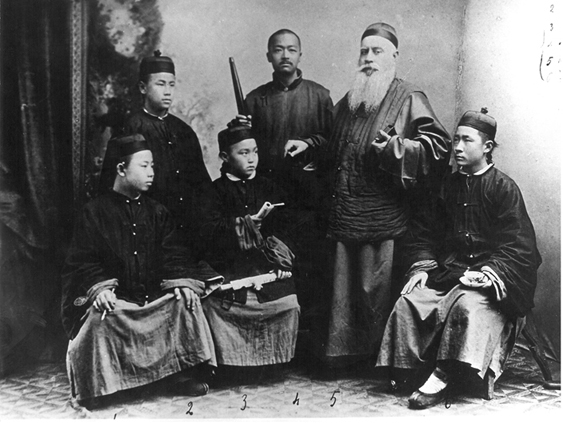
Saint François Fogolla avec ses séminaristes et son domestique chinois.

En 1900, lors de la révolte des Boxers, un fonctionnaire royal ordonna à Mgr Fogolla de renier sa foi chrétienne, mais devant le refus de celui-ci, il fut emprisonné. Il sera exécuté par décapitation en compagnie d'autres religieux, dont saint Grégoire Grassi et saint Élie Facchini, le 9 juillet suivant.

## Béatification et canonisation
- 27 novembre 1946 : béatification célébrée dans la Basilique Saint-Pierre par le pape Pie XII.
- 1er octobre 2000 : canonisation célébrée sur la Place Saint-Pierre par le pape Jean-Paul II.

Sa fête liturgique est fixée au 9 juillet.

Situation sur la carte de Chine.